# Kathina-Zeremonie
Die Kathina-Zeremonie, je nach Land Kathin (thailändisch ทอดกฐิน, RTGS Thot Kathin) oder Kahtein (ကထိန်), ist eine buddhistische Zeremonie in Kambodscha, Laos, Myanmar, Sri Lanka und Thailand, während der den Mönchen neue Roben übergeben werden. Diese jährlich stattfindende Zeremonie erfolgt üblicherweise nach dem Ende der dreimonatigen Regenzeitklausur, also Juli bis Mitte Oktober, und dient der Erwerbung von Verdiensten (puñña) sowie der Dankerweisung gegenüber den Mönchen.

## Die Zeremonie
Die Kathin-Zeremonie besteht aus einer farbenprächtigen Prozession, auf der sich Tänzer und Tänzerinnen entlang der Straße zum Tempel begeben, hinter denen diejenigen folgen, die die Geschenke für die Mönche tragen. Die Geschenke sind in metallenen Schüsseln untergebracht oder bestehen aus Geldscheinen, die flatternd an kleinen gold- und silberumwundenen Holzstämmen angebracht sind.
Die Übergabe der Geschenke geschieht schweigend, und die Versammelten knien vor den in einer Reihe sitzenden Mönchen. Für eine korrekt ablaufende Zeremonie müssen mindestens fünf Mönche innerhalb der Sema-Steine des Klosters anwesend sein, die die Begrenzung des Klosters bilden. Der Spender hat zu erklären, dass er veritable Kathin-Roben übergibt. Der vorsitzende Mönch gibt dies anschließend der Versammlung bekannt und zitiert anschließend aus den Ordensregeln. Die Versammlung beantwortet dies üblicherweise mit „sadhu“ (so sei es). Der Spender zeigt dann die Roben, wonach die Mönche ihre rituellen Texte beten. Nun übergeben der Spender und die anderen Versammelten die übrigen für eine korrekte Bekleidung notwendigen Gegenstände: die Lendentücher, die Schulterschals und die Roben. Dazu kommen die Schale für die Almosen, ein Rasierblatt, eine Nähnadel, eine Schärpe und ein Sieb. Nun können auch andere Geschenke gemacht werden, während die Mönche rituelle Texte zitieren und der Spender Wasser als Trankopfer aus einem Becher in einen anderen gießt (kruat nam). Dies beendet den religiösen Teil der Zeremonie.
Anschließend werden weitere Festivitäten veranstaltet, wie Spiele, Unterhaltung und Bootsrennen.

## Formen
Grundsätzlich gibt es zwei Ausprägungen:
- Die königliche Kathin-Zeremonie, bei der der König oder ein Mitglied des Königshauses die Geschenke und Roben übergibt; dies geschieht ausschließlich in Tempeln, die unter der Schirmherrschaft der Königsfamilie stehen (Wat Luang). Sie wird häufig mit einer Königlichen Barkenprozession verbunden.
- Die Kathin-Zeremonien der Allgemeinheit, die in den anderen Tempeln stattfinden und etwas weniger festlich abgehalten werden.

Die Zeremonie chun kathin ist eine spezielle Form, die üblicherweise am letzten Tag der Kathin-Periode abgehalten wird. Die zu übergebende Robe muss dabei in einem durchgehenden Prozess vom Pflücken der Baumwolle, dem Spinnen, dem Weben des Stoffes, dem Zuschneiden und Nähen der Robe sowie dem Einfärben des Stoffes in gelb-oranger Farbe ablaufen. Dieser zeitraubende Prozess hat innerhalb von 24 Stunden zu erfolgen und viele Helfer sind notwendig. Die Robe wird anschließend auf die gleiche Art präsentiert wie eine gewöhnliche Kathin-Robe.

## Etymologie
Kathina ist ein aus dem Pali stammendes Wort, das für den hölzernen Rahmen steht, der für den Zuschnitt von Mönchsroben benutzt wird. Die Größe des Rahmens misst etwa einen Meter mal zwei Meter (ursprünglich drei sok mal fünf sok, also 1,5 m × 2,5 m).
(Siehe dazu: Alte Maße und Gewichte (Thailand))

## Geschichte
In den alten Zeiten fertigten die Mönche ihre Roben selbst an, indem sie Stoffe aus dem Abfall nahmen, zusammennähten und färbten. Erst in späterer Zeit wurden die Roben fertig hergestellt und verkauft, um dann den Mönchen übergeben zu werden.
In der Rattanakosin-Ära wurde die königliche Kathin-Zeremonie alljährlich zwischen der 6. und 9. Nacht des abnehmenden Mondes des 11. Monats abgehalten. Dies ist auch die Zeit, wenn die königliche Barkenprozession in Thailand stattfindet. Heutzutage übernimmt die königliche Familie die Pflichten in 16 Tempeln, die unter besonderer Schirmherrschaft des Königshauses stehen und delegiert diese für die anderen Tempel im Lande an offizielle Stellen der Regierung und private Organisationen. Dies ist auch als Kathin Ratchathan bekannt.
Traditionell wird die Kathin-Zeremonie für einen Tempel nur einmal im Jahr durchgeführt. Nach dem Abschluss wird eine Fahne mit einem Krokodilsymbol vor dem Eingang des Tempels gehisst. Dies erfolgt gemäß einer alten Sage, wonach ein Krokodil einst gute Verdienste erwerben wollte, indem es an der Kathin-Zeremonie teilnahm. Als es aber dem Boot auf dem Weg zum Tempel aus Ermüdung nicht mehr zu folgen vermochte, bat es den Spender darum, ihm eine Fahne aufzustellen, damit es wenigstens Verdienste erwerben könne.